# حامد حسين دمنهوري
حامد حسين دمنهوري (1922 - 1965) روائي وأديب وشاعر سعودي.

## نشأته وتعليمه
ولد في مكة المكرمة عام 1342هـ/ 1923م، وهو من أسرة تنتمي لمدينة دمنهور في دلتا مصر ، وتلقى تعليمه بالمدارس الحكومية حيث نال شهادة الابتدائية عام 1355هـ بمدرسة المسعى الابتدائية بمكة، ثم التحق بالمعهد العلمي السعودي في مكة وتخرج فيه عام 1358هـ ، ثم انضم للبعثات السعودية في مصر حيث حصل على دبلوم دار العلوم العليا بالقاهرة عام 1944 الموافق لعام 1363هـ ، وعلى الليسانس من كلية الآداب بجامعة الإسكندرية (جامعة فاروق الأول) عام 1946 الموافق لعام 1365هـ

## حياته العملية
بدأ حياته شاعرا رومانسيا، وكتب قصائده في الصحافة السعودية آنذاك، وعمل مدرسا في مدرسة تحضير البعثات عام 1366هـ ثم مدرسا بمدرسة الأمراء بالطائف ، ومفتشا في ديوان نائب الملك عبد العزيز آل سعود على الحجاز في مكة المكرمة ، ثم مديرا لإدارة الثقافة والتعليم بوزارة الداخلية، وفي عام 1370هـ عين وكيلا لوزارة المعارف السعودية ، وفي عام 1375هـ أصبح مشرفا على إدارة الملحقية الثقافية السعودية بالقاهرة ، وعمل مديرا منتدبا للإذاعة السعودية، وعضو وكاتب في مجلة اليمامة ، وأشرف على تحرير مجلة المعرفة منذ صدورها عام 1379هـ حتى وفاته.

## أعماله الأدبية
من أهم أعماله الروائية:
- رواية ثمن التضحية التي أصدرها عام 1959 ونشرته دار الفكر بالرياض والتي أعتبرت أول رواية سعودية رصد فيها التحولات النفسية والفكرية التي طالت بطل الرواية بعد عودته إلى مسقط رأسه بمكة المكرمة حاملا شهادته الجامعية من مصر ، والرواية هي سيرة ذاتية للكاتب حامد دمنهوري وترجمت إلى اللغات الإنجليزية والألمانية والروسية [4]
- رواية ومرت الأيام ونشرت عام 1963 حيث صدرت طبعتها الأولى عن دار العلم للملايين في بيروت، وترجمت للغة الروسية عام 1966 ، وأخرجت في مسلسل إذاعي من الإذاعة السعودية، ومسلسل تلفزيوني بالتلفزيون السعودي.
- القصة القصيرة بعنوان كل شيء هادئ.
- عدة مقالات تربوية نشرت في مجلة المعرفة.
- مقالات أدبية نشرت في مجلة المنهل.
- له مقالات عديدة نشرت في جريدة اليمامة، والبلاد السعودية، وجريدة البلاد.
- كتبت طالبة سعودية رسالة ماجستير عن حياة وأدب حامد دمنهوري تعتبر مرجعا موثق عنه ذو أهمية [5]

وأصدر نادي مكة الأدبي بمناسبة تكريم حامد دمنهوري رواية (ثمن التضحية) ورواية (ومرت الأيام) في احتفالية شارك فيها أهل الفكر والأدب بالمملكة وبدعوة من رئيس النادي 

## انتاجه الشعري
له العديد من القصائد الشعرية نشرت في مناسبات عدة منها الشعر الرومانسي والذكريات وشعر المناسبات كا المدائح والأعياد الوطنية. ومن قصائده قصيدة عودة الماضي  والتي مطلعها:

## وفاته
توفي في مدينة الرياض عاصمة المملكة العربية السعودية عام 1965 الموافق يوم السبت 8/18/ 1385 هجرية، ونقل جثمانه لمكة المكرمة وصلي عليه في المسجد الحرام ودفن بها.

## أبناؤه
- هاني . وقد توفي في حادث سير بالدمام عن عمر 23 سنة.
- د. ثريا. أستاذة بجامعة الملك عبد العزيز بجدة- كلية الآداب والعلوم الإنسانية / قسم التاريخ.
- د. فائزة. أستاذة في إدارة الأعمال بجامعة الملك عبد العزيز في جدة- كلية الطب - قسم أبحاث الدم.
- د. ليلى . دكتوراه في علم المناعة والحساسية بجامعة الملك عبد العزيز بجدة في كلية الطب بمركز أبحاث الدم.
- د. عواطف . دكتوراه في الطب وطبيبة استشارية في البحرين .

## انظر ايضاً
- عبدالله الغذامي

## وصلات خارجية
- حامد دمنهوري: ريادة روائية.. وشعر ملتزم.
- دمنهوري.. نجيب محفوظ الحجاز.